# Tripoli (Iowa)
Tripoli è una città della contea di Bremer, Iowa, Stati Uniti. La popolazione era di 1.313 abitanti al censimento del 2010. Fa parte dell'area metropolitana di Waterloo-Cedar Falls.

## Geografia fisica
Secondo lo United States Census Bureau, ha un'area totale di 1,41 mi² (3,65 km²).

## Società

### Evoluzione demografica
Secondo il censimento del 2010, la popolazione era di 1.313 abitanti.

### Etnie e minoranze straniere
Secondo il censimento del 2010, la composizione etnica della città era formata dal 98,2% di bianchi, lo 0,2% di afroamericani, lo 0,0% di nativi americani, lo 0,3% di asiatici, lo 0,0% di oceanici, lo 0,5% di altre razze, e lo 0,8% di due o più etnie. Ispanici o latinos di qualunque razza erano l'1,1% della popolazione.